# Prithvi

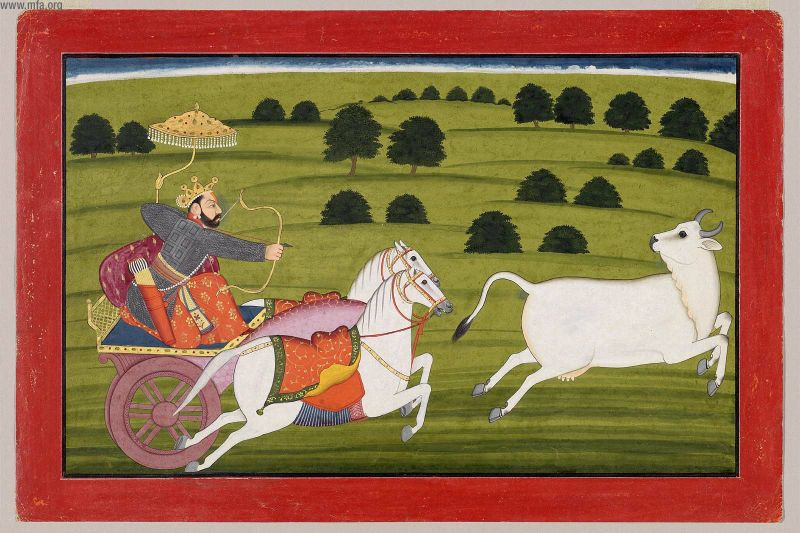
Prithu jaagt op Prithvi, die hier de vorm van een koe heeft aangenomen.

Prithvi (Sanskriet: pṛthvī, of pṛthivī, Bhumidevi) is de Hindoeïstische aard- en moedergodin. Volgens een traditie is zij de personificatie van de aarde, volgens een andere haar moeder, namelijk Prithivi Tattwa, het concept van de essentie van het element aarde.
Als Prithvi Mata "Moeder Aarde" staat zij in contrast tot Dyaus Pita, "Vader Hemel". In het Vedisch Sanskriet van de Rig Veda, worden Aarde en Hemel herhaaldelijk in de duale grammaticavorm benoemd, waarmee de idee van twee onafscheidelijke componenten wordt geopperd.
In het hindoeïsme is zij de echtgenote van Dyays Pita. Zij is de moeder van Indra en Agni. Prithivi wordt met de koe geassocieerd, het symbool van liefdevol voedsel geven. Als incarnatie van Vishnoe melkte Prithu haar.
Prithvi wordt ook Dhra, Dharti, Dhrithri, genoemd, hetgeen betekent: dat wat alles in stand houdt. Als Prithvi Devi, is zij een van de twee vrouwen van heer Vishnu. Zijn andere vrouw is Lakshmi. Vaak krijgt zij ook het epitheton Bhumi, Bhudevi of Bhuma Devi.
In de kunst wordt zij voorgesteld als een vrouw met vier armen en een groene huid.
De Pṛithvī Sūkta (ook Bhūmī Sūkta) is een gevierde hymne uit de Atharvaveda (AVŚ 12.1), toegewijd aan Prthivi (de Aarde). Zij bestaat uit 63 verzen.

## Geboorte van Prithvi
In de Vishnu Purana wordt het volgende verhaal verteld: Er was een slechte koning Vena, die wegens zijn gedrag door de Rishi's verslagen werd, maar er kwam anarchie van, wat erger was dan een slechte koning. Daarom wreven de Rishi's over Vena's dij, waaruit de zwarte dwerg Nisida (zit!) voortkwam, de personificatie van Vena's boosheid. Het lichaam van Vena was nu zuiver en de Rishi's wreven aan zijn rechterarm, waaruit Prithu ontstond, een mooie, stralende prins.
Prithu nam het bestuur van zijn vader Vena over. Tijdens zijn regering was er een vreselijke hongersnood, de Aarde gaf geen vruchten. Prithu zou de Aarde een lesje leren. Zij nam de vorm aan van een koe en hij jaagde achter haar aan. Uiteindelijk stopte de koe en begon met Prithu te spreken. Ze zou de vruchten van de aarde uit haar melk voortbrengen, als ze van Prithu een kalf zou krijgen en hij de aarde plat zou maken, zodat haar melk vrijelijk zou kunnen stromen. Alle beschaving kwam sindsdien uit Prithu voort. Hij maakte het kalf Swayambhuva Manu, melkte de Aarde en ving de melk op in zijn hand. Uit die melk zijn alle soorten granen en groenten voortgesproten. Door haar in leven te laten, was Prithu als een vader voor de Aarde en daarom werd ze Prithvi genoemd.

## Verder lezen
- Kinsley David, Hindu Goddesses: Vision of the Divine Feminine in the Hindu Religious Traditions ISBN 8120803795